# Hu Die
Pour les articles homonymes, voir Hu.
Dans ce nom chinois, le nom de famille, Hu, précède le nom personnel.
Hu Die (en chinois 胡蝶, Hú Dié, « papillon »), connue aussi sous la variante anglaise de son pseudonyme Butterfly Wu, de son vrai nom Hú Ruìhuá, est une actrice chinoise née le 23 mars 1908 à Shanghai et décédée le 23 avril 1989 à Vancouver.

## Biographie
Issue d’une famille de la noblesse mandchoue qui s’est complètement sinisée lorsqu’un de ses ancêtres a été envoyé en poste au sud de la Chine, Hu Die suit dans son enfance les pérégrinations de son père, d’abord commerçant, puis inspecteur des chemins de fer et séjourne à Shanghai, Canton, Pékin, Tianjin puis à nouveau Shanghai. Studieuse, elle aime la littérature et possède un vrai talent de calligraphe mais, parlant mal le shanghaïen, elle quitte le collège plus tôt que prévu. En 1924, elle est admise à suivre l’enseignement de l’école de cinéma de la compagnie Zhonghua, où enseigne Hong Shen.
À peine diplômée, en 1926, à 18 ans, elle obtient le premier rôle dans Regret automnal produit par le studio Youlian. Engagée ensuite par la compagnie Tianyi, elle joue coup sur coup dans une vingtaine de films, avant de signer un contrat avec la Mingxing Film Company en 1928. Elle devient alors la vedette incontestée de la compagnie où pendant dix ans elle est l’actrice de prédilection de Zhang Shichuan avec qui le tandem s’avère gagnant.
Première Chinoise élue « Reine du cinéma » en 1933, Hu Die est très populaire dès 1928 en incarnant le rôle de la « Dame en rouge » dans une quinzaine d'épisodes d'un des premiers grands films d'arts martiaux L'Incendie du monastère du Lotus rouge, avant d'avoir la vedette en 1931 du premier film parlant chinois La Cantatrice Pivoine rouge, sonorisé sur disques de cire, en collaboration avec Pathé.
Elle est l'une des rares actrices de son temps capable de jouer simultanément deux rôles différents dans le même film.

## Filmographie
- 1925 : Qiushan Yuan
- 1926 : Meng Jiangnu, de Shao Zuiweng et Qiu Qixiang[2].
- 1928 : L'Incendie du monastère du Lotus rouge : La femme en rouge
- 1928 : Baiyun Ta
- 1930 : Genü hongmudan : Red Peony
- 1932 : Amours prédestinés
- 1933 : Zhifen shichang
- 1933 : Sœurs jumelles
- 1933 : Le Marché de la tendresse
- 1934 : Zi mei hua : Da Bao / Er Bao
- 1934 : Destins de femmes
- 1935 : Jie hou tao hua
- 1938 : Le Fard et les larmes
- 1946 : Mou furen
- 1946 : Rêves de printemps
- 1947 : Chun zhi meng
- 1949 : Jin xiu tian tang
- 1960 : Hou men : Mrs. Xu
- 1960 : Kuer liulang ji
- 1960 : Liang dai nu xing : Wen Chih
- 1960 : Jie tong
- 1961 : Wan li xun qing ji : Mrs. Chin
- 1967 : Ta li de nu ren : Madame Lai